# Barkeno
Barkeno () és la inscripció que duien les monedes ibèriques laietanes i que feien referència a un poblat molt important situat a Montjuïc. Daten del segle iii aC. Se'n conservaven dos exemplars, un que es va perdre durant la Guerra Civil i l'altre que es troba al Museu de Copenhaguen, a Dinamarca. Es tracta de dracmes de plata que imitaven les monedes fetes a Empòrion.
Altres monedes de bronze datades del segle II aC tenen la inscripció de laiesken, que significa 'moneda dels laietans'. Això indica que Barkeno estava poblada per laietans i que el nom que feien servir els romans era una derivació del nom que usaven els mateixos locals per autodenominar-se (laies > laietans).
Barkeno era la ciutat comercial més important de Laietània. Comptava amb els magatzems més grans del nord-est peninsular i una mena de port o zona habilitada a baix de la muntanya on les naus que arribaven podien fer les maniobres de càrrega i descàrrega de les mercaderies amb comoditat i a recer del mal temps. La ciutat controlava el pas fluvial del Llobregat (comerç interior) i participava regularment en el comerç marítim amb altres pobles mediterranis, com fenicis, grecs i romans. Quan els romans es van imposar a la regió, van fundar a la plana la colònia de Bàrcino, una derivació de Barkeno. Es creu que totes dues poblacions van coexistir durant un temps. El nom de Barkeno evolucionaria amb el pas dels segles a Barcinona i després a Barcelona.